# رز آلبا (بازیگر)
رزا آلبا (انگلیسی: Rose Alba؛ ۵ فوریه ۱۹۲۰ – ژانویه ۲۰۰۶) هنرپیشه اهل بریتانیا بود.

## فیلم‌شناسی
- Shadow of a Man (۱۹۵۶) - Cabaret Singer
- Mary Had a Little... (۱۹۶۱) - Duchess of Addlecombe
- گلوله آتشین (۱۹۶۵) - Madame Botier
- مدرسه برای سکس (۱۹۶۹) - Countess of Burwash
- گذرگاه (۱۹۷۹) - Madame Alba
- شهر زنان (۱۹۸۰) - (uncredited)
- Funny Money (۱۹۸۳) - Mrs. de Salle (Last appearance)